# Осеченка (посёлок)
Осеченка — поселок в Вышневолоцком городском округе Тверской области.

## География
Находится в центральной части Тверской области на расстоянии приблизительно 13 км по прямой на восток-юго-восток от города Вышний Волочёк у одноименной станции Октябрьской железной дороги.

## История
Станция Осеченка была открыта в 1850 году. До 1964 года населённый пункт так и назывался «Станция Осеченка». До 2019 года входил в состав ныне упразднённого Терелесовского сельского поселения Вышневолоцкого муниципального района.

## Население
Численность населения составляла 349 человек (русские 90 %) в 2002 году, 359 в 2010.